# Lương Hữu Sắt
Lương Hữu Sắt (1927 – 2018), bí danh Mạnh Thắng, là một tướng lĩnh, sĩ quan cấp cao, quân hàm Trung tướng  Quân đội nhân dân Việt Nam, nguyên Phó Chủ nhiệm Tổng cục Kỹ thuật. Ông có nhiều đóng góp cho việc xây dựng hệ thống phòng không của Việt Nam. Ông cũng là người trực tiếp tham gia chỉ đạo việc đảm bảo đạn tên lửa, góp phần vào chiến thắng của Quân đội Nhân dân Việt Nam trong chiến dịch Điện Biên Phủ trên không

## Thân thế và sự nghiệp
Ông sinh ngày 17 tháng 7 năm 1927, lớn lên tại làng Mai Hạ, xã Xuân Thủy, huyện Lệ Thủy, tỉnh Quảng Bình.
Nhập ngũ tháng 6 năm 1946. Được kết nạp vào Đảng Cộng sản Việt Nam tháng 5 năm 1946 (chính thức tháng 12 năm 1946). Tham gia Cách mạng từ tháng 3 năm 1945 trong Đoàn thanh niên cứu quốc rồi Mặt trận Việt Minh tại quê. 
Tháng 6 năm 1946, ông là Chính trị viên Trung đội thuộc Đại đội 12, Tiểu đoàn Lê Trực thuộc tỉnh đội Quảng Bình.
Tháng 1 năm 1947, Trung đội trưởng chiến đấu ở Mặt trận Đường 9 tỉnh Quảng Trị. 3.1947, Trung đội trưởng chiến đấu ở Mặt trận Quảng Bình.
Tháng 5 năm 1947, là Đại đội phó rồi Đại đội trưởng Đại đội 1 (Lệ Thủy) chiến đẩu ở Quảng Bình
Tháng 6 năm 1950, Tiểu đoàn phó Tiểu đoàn 229 tỉnh Quảng Bình.
Tháng 9 năm 1951, theo học bổ túc trung cấp Lục quân khóa 7.
Tháng 10 năm 1953, được cử vào làm Tiểu đoàn trưởng Tiểu đoàn 302 miền Đông Nam Bộ.
Tháng 5 năm 1955, ông được bổ nhiệm giữ chức vụ Trung đoàn phó Trung đoàn 4 Pháo binh trực thuộc Đại đoàn Nam Bộ (F330)
Tháng 12 năm 1955, Chủ nhiệm Pháo binh Sư đoàn 328 rồi Sư đoàn 324
Tháng 3 năm 1958, Trung đoàn phó Trung đoàn ra-đa 290 trực thuộc Bộ Tư lệnh Phòng không
Tháng 11 năm 1963, được cử đi học ra-đa tại Học viện Phòng không Liên Xô. 
Sau khi về nước, tháng 8 năm 1964 ông là Trung đoàn trưởng Trung đoàn ra-đa 290 Quân chủng Phòng không Không quân
Tháng 5 năm 1965, Chỉ huy trưởng Công trường 300 Quân chủng Phòng không Không quân
Tháng 6 năm 1966, Phụ trách Phó Chủ nhiệm Kỹ thuật Hậu cần Quân chủng Phòng không Không quân
Tháng 3 năm 1967, Phó Tư lệnh Bộ Tư lệnh ra-đa (Sư đoàn 373) Quân chủng Phòng không Không quân
Tháng 10 năm 1969, Chủ nhiệm Kỹ thuật Quân chủng Phòng không Không quân. 
Tháng 6 năm 1977, ông được cử giữ chức vụ Phó Tư lệnh Quân chủng Không quân.
Tháng 8 năm 1980 được cử đi học tại Trường Nguyễn Ái Quốc
Tháng 6 năm 1981, giữ chức vụ Phó Chủ nhiệm Tổng cục Kỹ thuật
Tháng 10 năm 1987, Phó Chủ nhiệm Tổng cục Kỹ thuật kiêm Cục trưởng Cục Vũ khí đạn, Tổng cục Kỹ thuật, Bí thư Đảng ủy Cục.
Tháng 4 năm 1989, Phó Chủ nhiệm Tổng cục Kỹ thuật, Bí thư Đảng ủy Tổng cục
Tháng 9 năm 1995, ông nghỉ hưu.
Ông mất vào lúc 5 giờ 47 phút ngày 13 tháng 2 năm 2018 tại Bệnh viện Trung ương Quân đội 108, Hà Nội.

## Lịch sử thụ phong quân hàm
Thiếu tướng (4.1984), Trung tướng (6.1992). 

## Gia đình
Vợ: Võ Thị Nhẫn
Con:
- Lương Quang Vinh (Trung tá Quân đội Nhân dân Việt Nam)
- Lương Quang Vĩnh (Kỹ sư)
- Lương Quang Vũ (Thợ cơ khí nhà máy Y cụ)
- Lương Quang Dũng (Đại tá Quân đội Nhân dân Việt Nam, nguyên giám đốc Nhà máy A31)

## Khen thưởng
• Huân chương Quân công (hạng Nhì, Ba)
• Huân chương Chiến công hạng Nhì
• Huân chương Kháng chiến chống Pháp hạng Nhì
• Huân chương Kháng chiến chống Mỹ hạng Nhất
• Huân chương Chiến sĩ vẻ vang (hạng Nhất, Nhì, Ba)
• Huy chương Quân kỳ quyết thắng
• Huy hiệu 70 năm tuổi Đảng Cộng sản Việt Nam